# همباراوا
همباراوا (به لاتین: Hembarawa) یک منطقهٔ مسکونی در سری‌لانکا است که در استان مرکزی (سری‌لانکا) واقع شده‌است.